# Ignaz Leitenberger
Ignaz Leitenberger (18. dubna 1764 Verneřice – 26. prosince 1839 Zákupy) byl podnikatel a vynálezce strojů pro textilní tisk.
Narodil se ve Verneřicích jako druhorozený syn textilního podnikatele Johanna Josefa Leitenbergera. V otcově manufaktuře se vyučil rytcem tiskařských desek a absolvoval Polytechnisches Institut ve Vídni.
V roce 1789 se oženil s Barbarou Benisch, dcerou bavorského vyššího úředníka. Od roku 1786 vedl spolu se starším bratrem Franzem výrobu v kartounce v Nových Zákupech, kterou mu otec v roce 1788 předal do vlastnictví (zatímco Franz zdědil kartounku v Kosmonosech).
Ignaz zvětšil do roku 1791 kartounku na 40 stolů, v roce 1820 zaměstnával v kartounce asi 600 pracovníků a na 2000 domáckých přadlen a tkalců. V roce 1818 vynalezl nový způsob výroby tiskařských desek a získal na něj 10letou licenci (patent).
Kartounku v Nových Zákupech zdědil v roce 1829 Ignazův syn Eduard (1796–1871). Eduard byl sice velmi úspěšný jako zlepšovatel a vynálezce v tiskařském oboru (např. vynález šablonového tiskacího stroje), ale jako podnikatel neobstál v konkurenci a svou firmu musel v roce 1852 prodat.